# Future Shock (Album)
Future Shock ist das 35. Album des amerikanischen Keyboarders Herbie Hancock; es erschien 1983. Es ist die erste Veröffentlichung aus seiner Electro-Funk-Ära und ein frühes Beispiel für Instrumental-Hip-Hop. Beteiligte Musiker sind insbesondere der Bassgitarrist Bill Laswell und der Synthesizerspieler Michael Beinhorn (die beide mitproduzierten) und der Turntablist Derek Showard (Grand Mixer D.ST.).

## Hintergrund
1983 begann der Hip-Hop gerade erst breiter bekannt zu werden. Nachdem Hancock seinen letzten Hit ein Jahrzehnt früher mit seiner Funk-Fusion-Band The Headhunters hatte und sein zuvoriges Studioalbum Lite Me Up, eine Pop-Disco-Kollaboration mit Rod Temperton von Heatwave, ein Flop geworden war, wollte er wieder ein jüngeres Publikum ansprechen. Über seinen neuen Manager, Tony Meilandt, lernte Hancock Bill Laswell und Michael Beinhorn kennen, deren avantgardistische No-Wave-Band Material damals zum postmodernen Bezugspunkt in der New Yorker Downtown-Szene wurde. Hancock beschloss, mit ihnen zusammenzuarbeiten.
Ein Großteil des Materials auf Future Shock wurde zunächst von Laswell und Beinhorn konzipiert und 1982 live von Material gespielt; es war geplant, es für den geplanten Nachfolger von Materials Album One Down aufzunehmen. Laswell und Beinhorn wollten, dass Hancock an einigen der Aufnahmen mitwirkte. Das Endergebnis war Future Shock, das unter dem Namen Hancocks veröffentlicht wurde.
Das Stück „Rockit“ entwickelten sie gemeinsam, wobei zunächst der rhythmische Unterbau entstand. Nachdem dann die Melodie fixiert war, wollte Hancock ein paar Vocoder-Vocals singen; stattdessen schlugen Laswell und Beinhorn vor, einen Text aus einem Hit zu sampeln und nutzten dazu die Zeile „Rock it, don't stop it“ aus „Planet Rock“ von Afrika Bambaataa und Soulsonic Force. (Erst ihr Sample führte zum Titel „Rockit“.) Als letzte Produktionsschleife wurde das Scratching hinzugefügt, das damals noch nicht allgemein bekannt war. Als der fertige Titel den Verantwortlichen von Hancocks Label Columbia vorgespielt wurde, stieß er auf ungläubiges Kopfschütteln.
Die Auskopplung „Rockit“ wurde weltweit zu einem Hit; für Columbia wurde es die meistverkaufte 12-Zoll-Single in ihrer Geschichte. Hancock erhielt für die Single seinen ersten Grammy („Best R&B Instrumental Performance“). Seine Präsentation bei der Grammy-Verleihung mit dem Scratchen und einer dramaturgisch geschickten Breakdance-Einlage erregte große Aufmerksamkeit und ging in die Geschichte der Preisverleihung ein.
Das Budget für ein Video hatte die Plattenfirma verweigert. Hancock ließ dennoch durch Kevin Godley und Lol Creme von 10cc, die Videos für The Police und andere erstellt hatten, ein Video produzieren, wollte dabei nach seiner Autobiographie Possibilities aber auf keinen Fall, „dass es wie ein Video für Schwarze aussieht“. Da er die schlechte Bilanz bei Videos afroamerikanischer Künstler bei MTV kannte, bat er implizit um eine strategische Korrektur. Das Video zeigte vom Künstler und Erfinder Jim Whiting geschaffene Androide, die in einer Parodie eines bürgerlichen Haushaltes Bäder nahmen und Zeitung lasen. Hancock war dabei nur auf einem kleinen Fernsehbildschirm zu sehen, wie er auf seinem Synthesizer spielte. Das Video, das nicht viel über die Künstler verriet, die den Song schufen, wurde „ein phänomenaler Erfolg“. Es gewann 1984 fünf MTV Music Video Awards und wurde zu einem der erfolgreichsten Clips überhaupt.
Das Cover des Albums wurde von einem Werk von David Em abgeleitet.

## Titelliste
1. Rockit – 5:25
2. Future Shock (featuring Dwight Jackson, Jr.) (Curtis Mayfield) – 8:05
3. TFS – 5:47
4. Earth Beat – 5:13
5. Autodrive – 6:27
6. Rough (featuring Lamar Wright) – 6:58

CD Bonus Track
1. Rockit (Mega Mix) – 6:18

All Stücke stammen, soweit nicht anders vermerkt, von Herbie Hancock, Michael Beinhorn und Bill Laswell.

## Rezeption
Die Zeitschrift People meinte 1983, dass Hancock unterstützt durch Bill Laswell und Michael Beinhorn den Anschluss an das gefunden habe, „was in der schwarzen Tanzmusik passiert: Elektronik und die Rhythmen des Rap“. Auf einem anderen Weg als früher bei Head Hunters käme Hancock „zurück an die Pop-Front, wo ein Künstler seines Formats hingehört“.
„Als jemand, der Funk offensichtlich bevorzugt,“ urteilte Robert Christgau im Rolling Stone, dass diejenigen, die Rockit nur so hoch bewerten wie Head Hunters, zu gnädig zu Head Hunters seien. „Ein kleiner Dank an Herbie und ein dicker Dank an Material und Grand Mixer D.St.. Das ist die beste Instrumental-Neuheit seit Jahren und der beste Pop bisher von Hancock. Allerdings werden verschiedene brillante Ideen, wie z. B. Pete Cosey, durch die übliche Aura von Versatzstücken verdunkelt – sprunghaft genug und oft lustig, aber dennoch fusionbedingt.“
Richard S. Ginell schrieb in seiner Besprechung für Allmusic, dass Hancock seinen Sound komplett überarbeitet habe. Future Shock sei insofern ein Rätsel, weil das Album trotz aller mechanisierten Texturen und starren Rhythmen eine Vitalität und einen Sinn für Humor aufweise. Darüber hinaus bringe Hancock subversive Funk-Elemente ein, wenn er zum Techno-Beat komponiere. Zudem spiele er in der Mitte von „Auto Drive“ einige echte, ehrliche Jazz-Licks auf einem Flügel.
Trevor MacLaren stellte für All About Jazz fest, dass wie bei Ornette Colemans Album The Shape of Jazz to Come hier bereits der Albumtitel Future Shock Programm sei. Denn mit dieser Platte habe Herbie Hancock „den Jazz auf eine Art und Weise aufgebrochen, die niemand erwartet hatte“. Das Album sei seiner Zeit vorausgewesen. „Mit seiner postapokalyptischen Sicht auf die urbane Musik nutzte Future Shock den Hip-Hop, bevor dieser jemals einen Massenmarkt erreichte.“ Die Bedeutung könne nicht hoch genug gewertet werden: Zwar habe die Jazz-Gemeinde das Album damals und auch heute nicht beachtet; aber Hip-Hopper und House-Musiker sampelten Future Shock, das auch für den Acid Jazz zu einer Inspiration wurde. Das Album klinge immer noch „eher wie eine Neuheit“ und helfe zu verstehen, „wie Dub, Hip-Hop und Jazz zu dem heutigen Electronica/Jazz verschmolzen sind.“